# Cladospongia alaskensis
Genre
Espèce
Cladospongia alaskensis, unique représentant du genre Cladospongia, est une espèce éteint d'éponges de la famille également éteinte des Preperonidellidae (ordre des Agelasida). Elle vivait il y a 430 millions d'années (Silurien) dans ce qui était l'Alaska.

## Systématique
Le genre Cladospongia et l'espèce Cladospongia alaskensis ont été décrits en 2008 par J. Keith Rigby (d) (1947-2011), David M. Rohr (d), Robert B. Blodgett (d) et Brooks B. Britt (d).

## Étymologie
Son épithète spécifique, composée de alask[a] et du suffixe latin -ensis, « qui vit dans, qui habite », lui a été donnée en référence au lieu de sa découverte. 

## Publication originale
- (en) J. Keith Rigby, David M. Rohr, Robert B. Blodgett et Brooks B. Britt, « Silurian sponges and some associated fossils from the Heceta Limestone, Prince of Wales Island, southeastern Alaska », Journal of Paleontology, Société de paléontologie, vol. 82, no 1,‎ janvier 2008, p. 91-101 (ISSN 0022-3360 et 1937-2337, DOI 10.1666/06-047.1).